# Marsamxett
A Marsamxett (korábbi átírással Marsamxetto vagy Marsamuscetto) Málta egyik legnagyobb természetes öble a nagy sziget északkeleti partján. A középkorig csak a helyi halászok használták, katonai célokra a szomszédos Nagy Kikötő alkalmasabb volt. A johanniták érkezésétől kezdve erődítésekkel vették körül, az újkorban pedig a Brit Királyi Haditengerészet vette birtokába. Nyílása ma sem zárt, mert a Tigne Point szirtje jórészt elzárja az északi szél elől. Ma leginkább turista- és jachtkikötőként funkcionál.

## Elhelyezkedése
Az öböl északkelet felé nyílik a Földközi-tengerre a Tigne Point (ma inkább Dragut Pointként ismert) és a St. Elmo Point között, fő tengelye északkelet-délnyugati irányú. Keleti oldalán a Sciberras-félsziget határolja, nyugati és északi oldalát a máltai szárazföld alkotja, amelyből egy nagyobb sziget, a Manoel-sziget nyúlik be az öböl nyugati ágai közé. Több keskeny öbölben (creek) folytatódik, ezek az óra járásával egyező irányban: dél felé (tulajdonképpen az öböl déli fele) a Pieta Creek, ebből nyílik nyugat felé az Msida Creek, majd északra a Manoel-szigetet közrefogó Lazaretto Creek és végül a Sliema Creek. Az öblök szélessége általában 2-300 méter, az Msida Creek ennél jóval szűkebb. Az öblök teljes hossza a Dragut Pointnál lévő nyílástól Msidáig kb. 2,8 km.
A környék Málta egyik legsűrűbben beépült része. Az öböl partjain számos város áll: keleten Valletta és Floriana, délen Pietà és Msida, nyugaton Ta' Xbiex és Gżira, északon pedig Tas-Sliema.

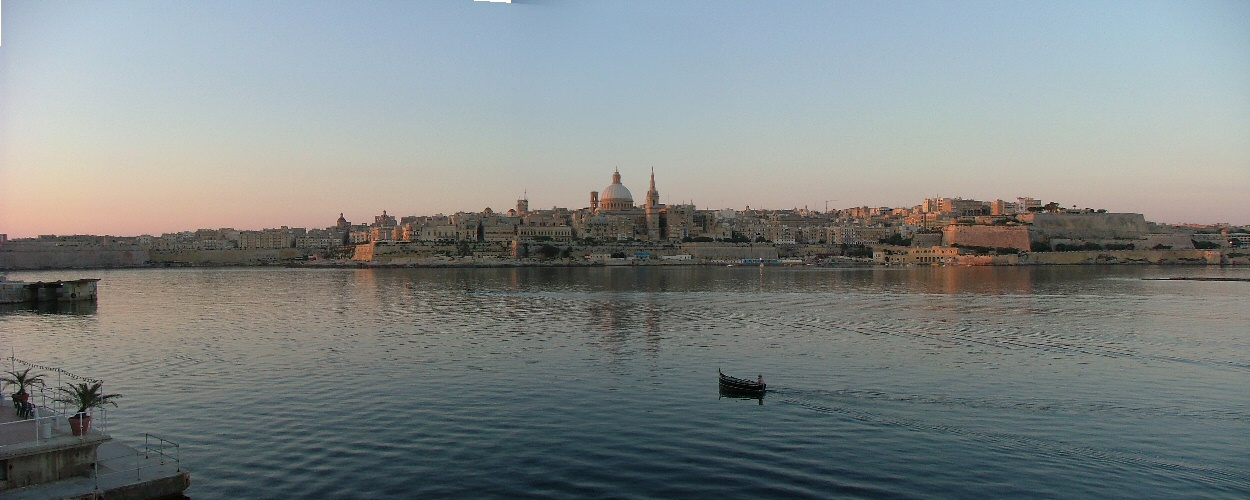
A reggeli Valletta a Marsamxett túloldalán

## Kialakulása
A Nagy Kikötőhöz hasonlóan lezúduló esővíz vájta völgyekként (wied) jött létre abban az időszakban, amikor Málta szárazföldje összefüggött Szicíliával. A víz meredek falú járatokat vágott a puha mészkőbe. Miután a tenger újra elöntötte a földhidat, a völgyek egy részét is feltöltötte, így alakultak ki a kanyargós hosszú öblök.

## Története

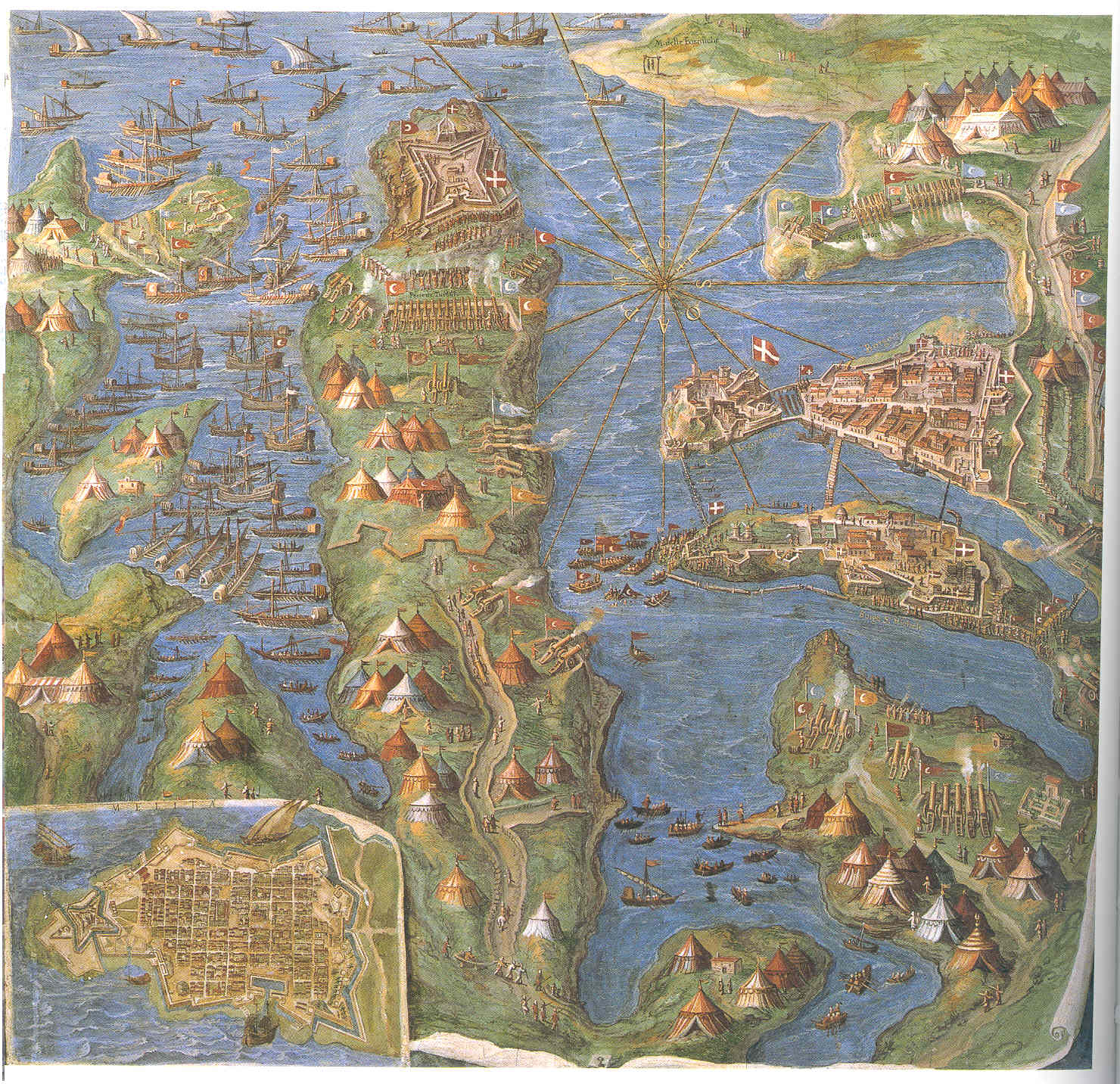
Málta ostroma 1565-ben. Bal oldalon a Marsamxett

Egészen a középkorig nem volt jelentősége, mert a jobb adottságokkal rendelkező Nagy Kikötő bonyolította a sziget tengeri forgalmát, és ott zajlottak a hadi- és politikai események is. Az öböl környéke először akkor jutott szerephez, amikor a Sciberras-félsziget csúcsán megépült a Sant'Elmo erőd. Málta nagy ostroma idején (1565) az erődöt a szemközti Dragut Pointról is ágyúzták, és itteni táborában halt meg Turgut reisz, a törökök egyik híres hadvezére. Az ostrom első hónapjaiban a török flotta szállta meg a Marsamxettet, innen igyekeztek görgőkön átszállítani a hajókat a Nagy Kikötőbe, ahová az erődök miatt nem tudtak bejutni. A Sant'Elmo elestével az események ismét elkerülték a Marsamxettet. 1566-ban Jean Parisot de La Valette nagymester megalapította Valletta városát, amely a lovagrend fővárosa lett, ezért a mellette elterülő öböl védelméről is gondoskodni kellett. A déli Florianán kívül még két erőd épült az öbölben: a Manoel-szigeten álló Manoel erőd (António Manuel de Vilhena utasítására, 1726) és a Dragut Pointnál a soha el nem készült Tigné erőd (1792-től). Jean Paul Lascaris-Castellar nagymester az 1640-es években karanténkórházat (lazaretto) építtetett a Manoel-szigeten.
A lovagrend elűzése után (1798) rövid ideig a Francia köztársaság uralta a szigetet, majd 1800-ban megadták magukat a briteknek. A brit koronagyarmattá vált Málta a haditengerészet központja lett, ám a fő támaszpont továbbra is a jól felszerelt Nagy Kikötő maradt. A haditengerészet egyedül a Manoel erődöt vette használatba. A kikötők védelmére a sziget közepén védelmi vonal, a Victoria Lines épült 1875 és 1897 között, így a forgalom növekedésével a Marsamxettben is egyre több hadihajó horgonyzott. A környék városai sokáig a vallettai elit pihenőhelyének számítottak, azonban a 20. században egyre gyorsabban növekedett a népesség, így a két nagy öböl környéke egyetlen agglomerációt alkotott. A második világháború idején az öböl környéke is jelentős károkat szenvedett, lakói közül sokan elmenekültek. A háború után már főként az idegenforgalom szempontjai irányították a fejlesztéseket. A Marsamxett környéke nyüzsgő kereskedelmi- és turistaközpont lett, ide került Málta egyeteme, nyelviskolák, nagykövetségek, és sokáig itt volt a nemzetközi labdarúgó-stadion is.

## Közlekedése

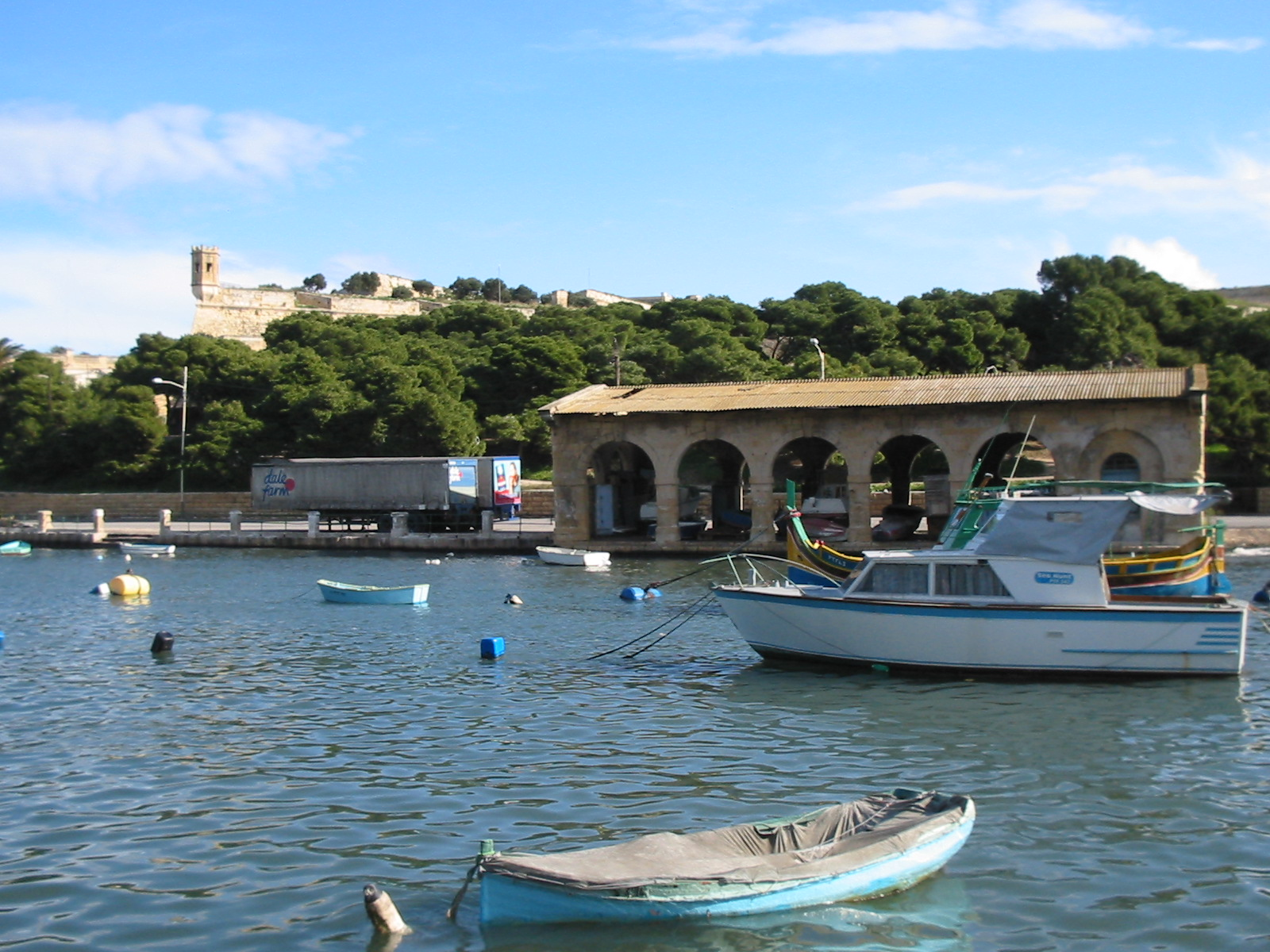
Pietà partszakasza

A Marsamxett döntően belföldi hajóforgalmat bonyolít le. A Valletta-Sliema kompon kívül indulnak kompok a gozói Mġarrba is. A gżirai partról több társaság indít egész napos hajóutat a szigetek körül. Jachtkikötő található az Msida Creekben, a Manoel-szigeten és a Sliema Creekben.
Autóval jól megközelíthető, a nyugat felé induló buszok a partjain haladnak el, de a florianai buszpályaudvarról is néhány perc alatt megközelíthető. A repülőtér negyed órányi autóútra van.

## Események
A Marsamxett 2006-ban azzal került a hírekbe, hogy az öböl fölött rendezett légibemutatón két repülőgép összeütközött és a tengerbe zuhant. Az egyik gép pilótáját nem sikerült kimenteni a tengerből.